# Растянутый многоугольник серединных точек

Вписанный многоугольник (зелёный), его серединный многоугольник (красный) и его растянутый многоугольник серединных точек (розовый)

Растянутый многоугольник серединных точек вписанного многоугольника P — это другой вписанный в ту же самую окружность многоугольник, вершины которого являются серединами дуг между вершинами многоугольника P.  Многоугольник может быть получен из серединного многоугольника (многоугольника, вершины которого лежат в серединах сторон), если провести радиусы из центра окружности через вершины серединного многоугольника.

## Приложение в музыке
Растянутый многоугольник серединных точек  называется также тенью многоугольника P. Если окружность используется для описания повторяющихся  временных рядов, а вершины многоугольника представляют барабанный ритм, тень представляет моменты времени, когда руки барабанщика находятся в верхних точках и имеют бо́льшую ритмическую равномерность, чем исходный ритм.

## Сходимость к правильному многоугольнику
Растянутый многоугольник серединных точек правильного многоугольника является правильным и повторение операции построения для произвольного начального многоугольника образует последовательность многоугольников, сходящихся к правильному многоугольнику.